# St. Ulrich (Heinrichs)

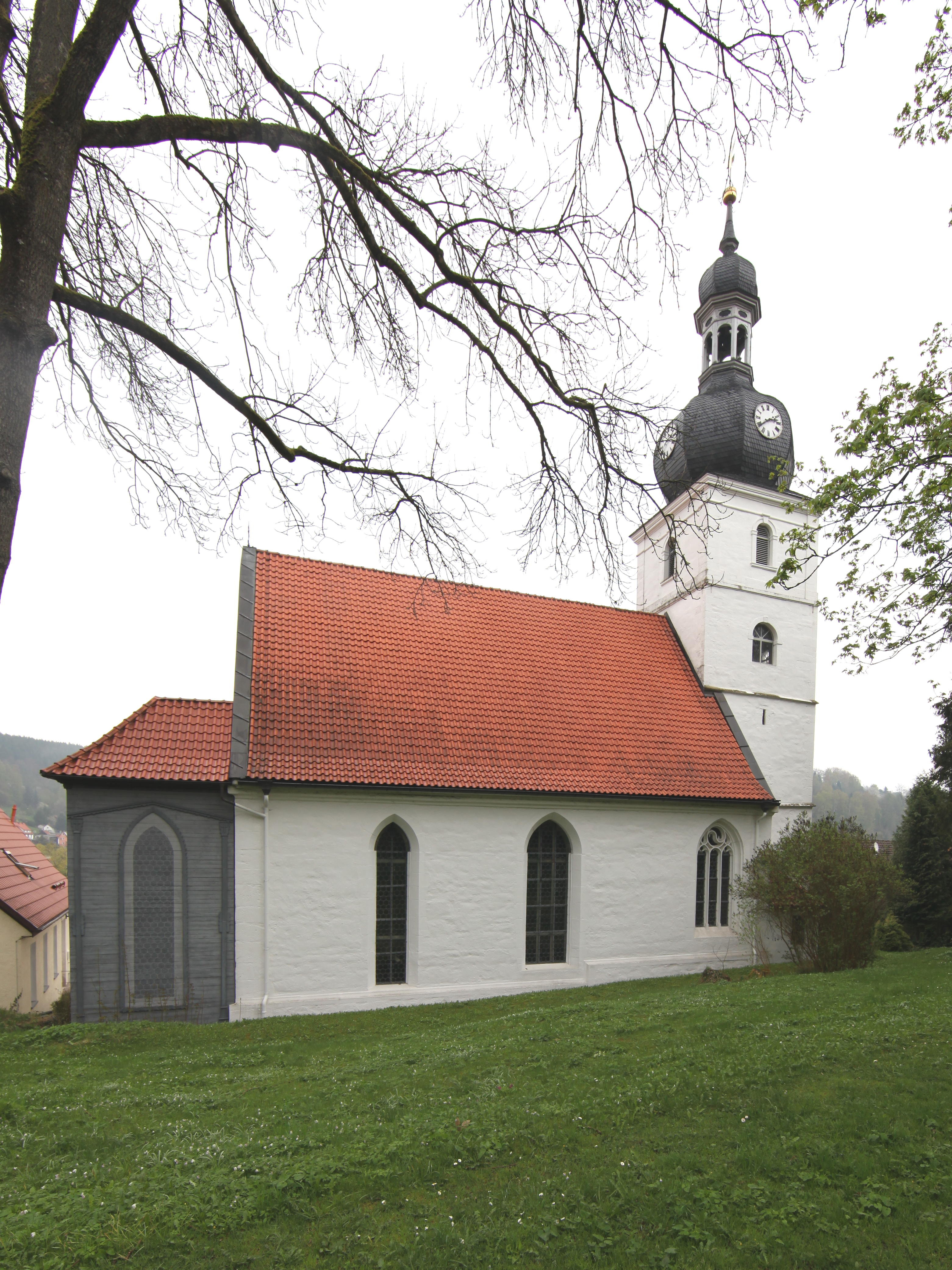
St. Ulrich

Die evangelisch-lutherische Kirche St. Ulrich in Heinrichs, einem Ortsteil der Stadt Suhl in Thüringen, wurde zwischen 1452 und 1503 errichtet. Das denkmalgeschützte Gebäude ist das einzige Gotteshaus in Suhl, das die folgenden Jahrhunderte unzerstört überstand.

## Geschichte
Gemäß einer Inschrift an der Südostmauer des Kirchturmes war 1452 Grundsteinlegung der Kirche, die damals zum Kloster Reinhardsbrunn gehörte. Geweiht wurde die spätgotisch gestaltete Wallfahrtskirche im Jahre 1503. Die Chorturmkirche hat ein 16 Meter langes und 11,5 Meter breites Kirchenschiff und einen quadratischen Altarraum unter dem Turm, von einem Kreuzrippengewölbe überspannt, mit vier Meter Kantenlänge. Die Emporen und das Tonnengewölbe im Kirchenschiff stammen aus dem Jahr 1704. Der ehemals zweigeschossige Kirchturm wurde um 1730 aufgestockt und mit einer barocken Haube versehen. Ab 1990 erfolgte eine umfangreiche Restaurierung, die 2006 mit dem Thüringer Denkmalschutzpreis ausgezeichnet wurde.

## Ausstattung
Bauzeitlich sind die umfangreichen Fresken an den drei Wänden und der Gewölbedecke im Chorraum. Das Original des Kruzifixus im Altarraum wurde um 1340/50 angefertigt und 1932 dem Erfurter Angermuseum übergeben. Die in der Kirche stehende Kopie stammt aus dem Jahr 1952. Sie zeigt Christus, als Zeichen tiefsten Ausdrucks der Barmherzigkeit, mit vor der Brust gekreuzten Armen.
Links vom Triumphbogen befindet sich ein in hochgotischer filigraner Sandsteinarbeit gestaltetes Sakramenthaus aus dem Jahr 1521. In diesem liegt eine Reliquie, die „Schwarze Hand“. Es ist eine mumifizierte rechte Hand, feingliedrig und gepflegt, mit gekrümmten Fingern, deren Herkunft und Alter nicht bekannt sind. Das Relikt soll nach einer Legende die Kirche 1634 vor der Zerstörung durch die kaiserlichen Truppen im Dreißigjährigen Krieg bewahrt haben.
Auf der rechten Seite steht auf einem stilisierten Palmenstamm die Kanzel, ein Werk aus dem Jahr 1694. In den Brüstungsfeldern sind die vier Evangelisten Markus, Matthäus, Johannes und Lukas dargestellt.